# Ausejo
Ausejo település Spanyolországban, La Rioja autonóm közösségben. Ausejo Alcanadre, Lodosa, Pradejón, El Villar de Arnedo, Ocón, El Redal és Corera községekkel határos. Lakosainak száma 808 fő (2024).

## Népesség
A település népessége az elmúlt években az alábbi módon változott:
| Lakosok száma | 697  | 839  | 964  | 966  | 1106 | 899  | 754  | 780  | 786  | 808  |
|               | 2001 | 2004 | 2007 | 2009 | 2012 | 2014 | 2017 | 2019 | 2022 | 2024 |